# Alimi Ballard

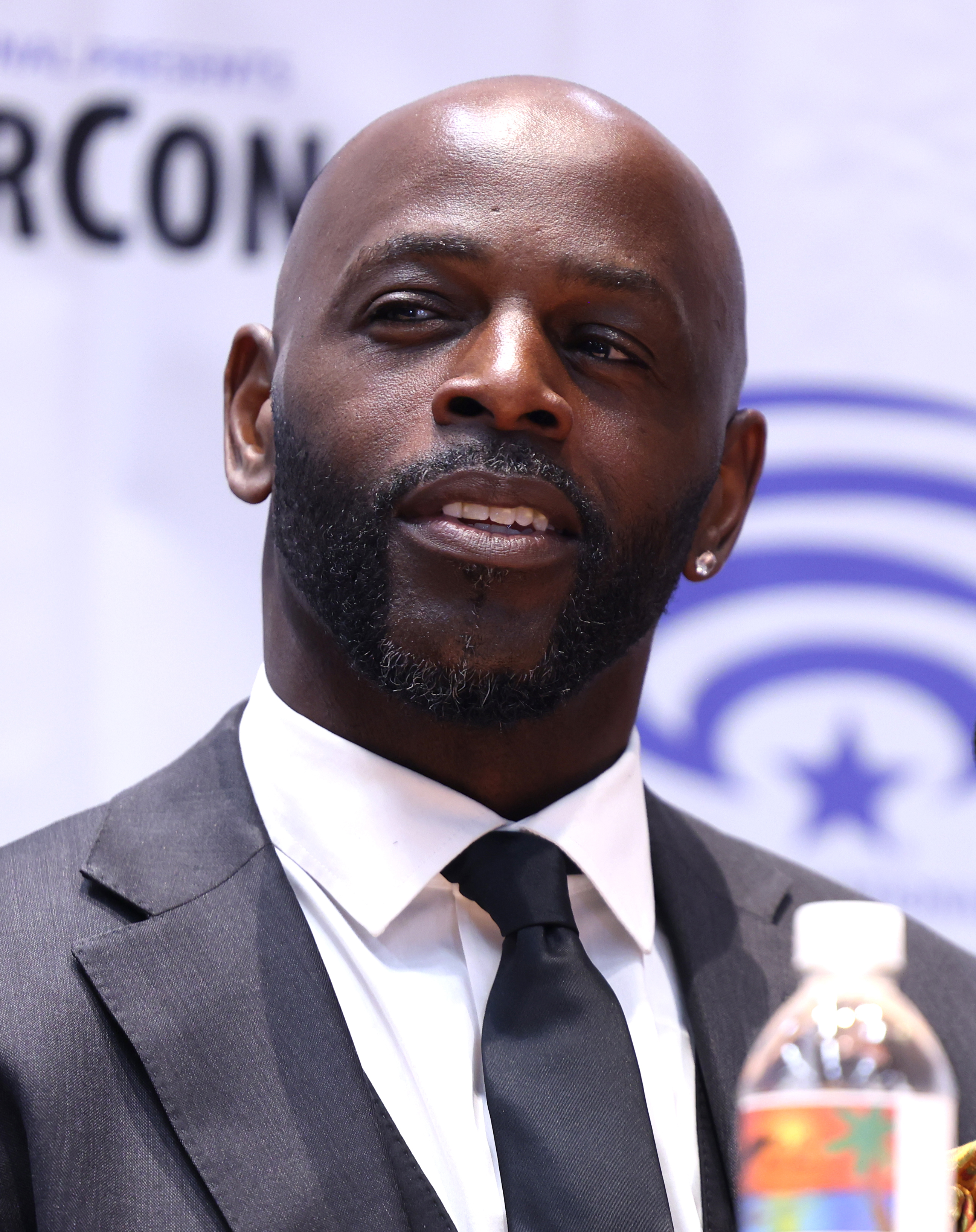
Alimi Ballard (2025)

Alimi Ballard (* 17. Oktober 1977 in New York City) ist ein US-amerikanischer Schauspieler.

## Leben
Seine Schauspielkarriere begann schon in der High School. Auf Drängen seines Großvaters wurde er Mitglied in der Theatergruppe des Gemeindezentrums. Nach der High School spielte er verschiedene Rollen als Theaterschauspieler. 1993 hatte er sein Fernsehdebüt in der Serie Loving und er spielte auch in der Nachfolgeserie The City mit. Außerdem hatte er in weiteren Serien Gastauftritte.
Kinofans kennen ihn auch aus verschiedenen Spielfilmen, zum Beispiel Men of Honor von 2000 mit Robert De Niro und Cuba Gooding junior. Schon zwei Jahre zuvor hatte er an der Seite von Morgan Freeman im Blockbuster Deep Impact mitgespielt. 2011 war Ballard in dem Kinofilm Fast & Furious Five als Fusco zu sehen. Außerdem spielte er als Special Agent Gayne Levin eine Nebenrolle in drei Folgen der achten Staffel der Serie Navy CIS.
Von 2005 bis 2010 war er als David Sinclair in der Serie Numbers – Die Logik des Verbrechens zu sehen.

## Filmografie
- 1997: Arensio (Fernsehserie, sechs Folgen)
- 1997–1998: Sabrina – Total Verhext! (Sabrina, the Teenage Witch, Fernsehserie, 26 Folgen)
- 1998: Deep Impact
- 2000: Nash Bridges (Fernsehserie, Folge 5x13)
- 2000: New York Cops – NYPD Blue (NYPD Blue, Fernsehserie, Folge 7x18)
- 2000–2001: Dark Angel (Fernsehserie, 21 Folgen)
- 2000: Men of Honor
- 2002: Lady Cops – Knallhart weiblich (Lady Cops, Fernsehserie, Folge 2x14)
- 2003, 2012–2015: CSI: Vegas (CSI: Crime Scene Investigation, Fernsehserie, 14 Folgen)
- 2003: Boomtown (Fernsehserie, Folge 2x05)
- 2005–2010: Numbers – Die Logik des Verbrechens (NUMB3RS, Fernsehserie, 114 Folgen)
- 2009–2011: The Super Hero Squad Show
- 2011: Navy CIS (NCIS, Fernsehserie, drei Folgen)
- 2011: Fast & Furious Five (Fast Five)
- 2012: Rizzoli & Isles (Fernsehserie, Folge 3x01)
- 2012: Hollywood Heights (Fernsehserie, drei Folgen)
- 2012: In Plain Sight – In der Schusslinie (In Plain Sight, Fernsehserie, Folge 5x03)
- 2013: Bones – Die Knochenjägerin (Bones, Fernsehserie, Folge 8x24 Pelants perfider Plan gegen das Happy-End)
- 2013: Melissa & Joey (Fernsehserie, Folge 3x03)
- 2013: Hello Ladies (Fernsehserie, Folge 1x04)
- 2014: Scorpion (Fernsehserie, Folge 1x01)
- 2015: Castle (Fernsehserie, Folge 7x11)
- 2016: The Catch (Fernsehserie, acht Folgen)
- 2016: Criminal Minds (Fernsehserie, Folge 12x07)
- 2017: Lucifer (Fernsehserie, Folge 2x16)
- 2017: Queen Sugar (Fernsehserie, sieben Folgen)
- 2018: Elementary (Fernsehserie, Folge 6x02)
- 2018: The Good Doctor (Fernsehserie Folge 2x02)
- 2019: Atlanta Medical (Fernsehserie, Folge 3x03)
- 2019: Doom Patrol (Fernsehserie, zehn Folgen)
- 2019–2021: Queen of the South (Fernsehserie)
- 2020: All Rise – Die Richterin (Fernsehserie, eine Folge)
- 2020: Navy CIS: L.A. (NCIS: Los Angeles, Fernsehserie, eine Folge)
- 2022: The Rookie (Fernsehserie, eine Folge)
- 2024: Law & Order (Fernsehserie, eine Folge)

## Videospiele
- 2009: Marvel Super Hero Squad (Stimme von Falcon)
- 2010: Marvel Super Hero Squad: The Infinity Gauntlet (Stimme von Falcon)
- 2011: Marvel Super Hero Squad: Comic Combat (Stimme von Falcon)
- 2011: Marvel Super Hero Squad Online (Stimme von Falcon/Spider-Man)